# Йоганнес Гіттнер
Йоганнес Гіттнер (нім. Johannes Gittner; 9 серпня 1897, Екартсберга — 15 травня 1974, Тутцинг) — німецький воєначальник, генерал-майор вермахту. Кавалер Німецького хреста в золоті.

## Біографія
26 січня 1916 року вступив в Імперську армію. Учасник Першої світової війни. Після демобілізації армії залишений в рейхсвері. З 12 жовтня 1937 року — 1-й офіцер Генштабу 5-ї піхотної дивізії. З 23 жовтня по 7 грудня 1939 року служив в Генштабі 11-го армійського корпусу. 12 січня 1940 року відряджений в Генштаб 15-го армійського корпусу. З 5 лютого 1940 року — 1-й офіцер Генштабу 39-го, з 1 серпня 1940 по 30 вересня 1941 року — 26-го армійського корпусу. 13 жовтня 1941 року відряджений в Генштаб 15-ї армії і 1 листопада призначений оберквартирмейстером. 20 травня 1943 року відправлений в резерв ОКГ. З 16 листопада по 14 грудня 1943 року пройшов курс командира дивізії. З 1 березня 1944 року — командир 5-ї єгерської, з 30 червня 1944 року — 292-ї, з 1 вересня 1944 року — 302-ї піхотної дивізії. 4 вересня 1944 року знову відправлений в резерв ОКГ і більше не отримав призначень. 1 жовтня 1944 року був відряджений в командування 6-го військового округу, щоб очолити його Генштаб, проте призначення не набрало чинності.

## Звання
- Фанен-юнкер (26 січня 1916)
- Фанен-юнкер-єфрейтор (27 квітня 1916)
- Фенріх (6 липня 1917)
- Оберлейтенант (31 липня 1925)
- Гауптман (1 квітня 1933)
- Майор (1 серпня 1936)
- Оберстлейтенант (1 квітня 1939)
- Оберст (1 жовтня 1941)
- Генерал-майор (20 серпня 1944)

## Нагороди
- Залізний хрест
  - 2-го класу (9 серпня 1917)
  - 1-го класу (19 січня 1919)
- Нагрудний знак «За поранення» в чорному (9 серпня 1918)
- Почесний хрест ветерана війни з мечами (30 жовтня 1934)
- Медаль «За вислугу років у Вермахті» 4-го, 3-го і 2-го класу (18 років; 2 жовтня 1936) — отримав 3 нагороди одночасно.
- Застібка до Залізного хреста
  - 2-го класу (15 травня 1940)
  - 1-го класу (29 травня 1940)
- Німецький хрест в золоті (17 вересня 1944)